# Río Juncalito
El río Juncalito es un curso natural de agua que nace en el corazón de la cordillera Claudio Gay, en las faldas del cerro Nevados de Juncalito (5110 m) y fluye hacia el norte por unos 40 km hasta recibir por su derecha al Río Salado (Juncalito) o Negro. Gira entonces hacia el oeste y desemboca en el extremo sur del salar de Pedernales conjuntamente con el río La Ola.

## Trayecto
El río Juncalito nace en las faldas de los cerros nevados homónimos, corre hacia el norte encajonado, llevando unos 150 l/s de agua en un caudal con rápidos y saltos de hasta 12 m de altura. El río Salado (Juncalito) desemboca en él por su ribera derecha arruinando la calidad de sus aguas. A partir de la confluencia gira hacia el W y corta el cordón de cerros Leoncito tras lo cual desaparecen sus aguas, las que vuelven a aparecer en las vegas más abajo para perderse nuevamente hasta aparecer en la confluencia con el río La Ola.: 449 
Tiene numerosas vegas, abundante pasto y buenas aguas en su curso superior aunque no hay vegetales que se presten para hacer leña. El sendero que sube desde su cauce inferior tiene mal terreno que impide el tráfico de animales cargados.: 449 
En su cauce superior recibe arroyos provenientes del cerro Pircas del Indio (5650 m) y del cerro del Leoncito. Unos 50 km aguas arriba de la localidad de Los Corrales se encuentran las Termas del Juncalito con dos pozos de aguas termales de alta temperatura.
La cuenca del río Juncalito cubre un área aproximada de 773 km² y se desarrolla al este de la cordillera Claudio Gay y se une al río La Ola por el norte de esta. La cuenca Juncalito limita al este y al noreste con cumbres de hasta los 5990 m s. n. m., su altura media es de 4.340 m s. n. m.: 16 

## Caudal y régimen
Su caudal es de 150 l/s.: 245 

## Historia
Luis Risopatrón lo describe en su Diccionario jeográfico de Chile (1924):: 449 
Juncalito (Río del). Nace en las faldas nevadas de los cerros del mismo nombre, corre hacia el norte encajonado, lleva unos 150 litros de agua por segundo, presenta saltos i rápidos uno de ellos de 12 m de altura y se junta con el río Salado que empeora la calidad de sus aguas; vuelve hacia el W, corta el cordón de los cerros de El Leoncito donde desaparece el agua, la que reaparece en las buenas vegas de la parte baja i se pierde poco después en el cauce bien formado que conduce al río de La Ola. Ofrece numerosas vegas, abundante pasto y buena agua en la parte superior de su cajón, donde no se encuentra más combustible que el estiécol de las vicuñas. En la parte inferior, el sendero que sube por la quebrada tiene malos pasos, que no permiten el tráfico con animales cargados, los que tienen que internarse por las quebradas de los afluentes del lado Ey volver al río por el codoque forma al tomar la dirección al W.
También consigna fuentes termales en su trayecto:
Juncalito (Termas del) 26° 37’ 68° 49'. Son dos pozos de aguas de alta temperatura, con desprendimiento de hidrójeno sulfurado, sedimento ferrujinoso i mui propias para baños medicinales; se encuentran en el cajón del rio del mismo nombre, como a cinco kilómetros mas arriba del alojamiento de Los Corrales. 93, p. XXX; Baños Termales en 93, p. IV plano de Kaempffer (1904); i 98, carta de San Román (1892); i Aguas Termales en 98, III, p. 158; 134; i 156.

## Población, economía y ecología
Para satisfacer las necesidad de agua tanto humanas como industriales en la cuenca del río Salado de Chañaral, se han debido construir varias obras civiles que acumulan, transportan y tratan las aguas de la cuenca del salar de Pedernales como también algunas adyacentes.

Infraestructura hidráulica para el trasvase de aguas desde el salar de Pedernales a la cuenca del río Salado.

En su trayecto se encuentran las cascadas congeladas del mismo nombre